# 棄捐令
棄捐令（きえんれい）は、江戸時代に幕府が財政難に陥った旗本・御家人を救済するために、債権者である札差に対し債権放棄・債務繰延べをさせた武士救済法令である。
なお、松江藩・加賀藩・佐賀藩など諸藩でも行われた。

## 棄捐令が発令された背景
旗本・御家人は石高が元から低い上に相給などの導入によってその財政基盤は弱体化しており、早くも幕府成立から30年後の3代将軍徳川家光の時代にはその窮乏が問題視されていた。
幕府は多少の地方直と倹約令の徹底によって乗り切ろうとしたが、幕府直属で江戸居住が義務付けられていた旗本・御家人は必然的に消費者にならざるを得なかったために時を追うにつれて問題は深刻化するようになった。
その結果、彼らは借金を重ねなければ生活できないようになり、特に札差からの借財は年々膨らむ一方であった。札差は武士の扶持米（米で支給された給与）の扱いを握っていたため、借金の取り立ての確実性は高かった。当時の利率は公定年利18%と高かったため、一度借金生活に落ちたものはいわゆる返済地獄に陥ることが多く、江戸の人口の4割から5割を占めたと推定される武士の借金が深刻化すると、江戸の経済全体が萎縮する結果にもなった。

## 寛政の棄捐令
寛政元年（1789年）に、時の老中松平定信が寛政の改革の一環として発令したのが最初であり、「天明4年（1784年）以前の借金は債務免除とし、それ以後のものは利子を下げ（これまでの年利18パーセントから3分の1の6パーセントに）、永年賦（長期年賦）を申し付ける」という法令である。さらに以後の法定利率は、年利1割2分（12パーセント）にするとした。
この時の棄捐（借金の棒引き）総額は、札差88人から届け出のあった額の合計で、金118万7808両3歩と銀14匁6分5厘4毛に達し、1軒平均1万3500両ほどとなる。これは幕府の年間支出とほぼ同額だったと言われている。ただし、当時の札差96人のうち8人が何らかの事情で答申に応じていないため、正確な棄捐総額は明らかになっていない。

### 棄捐令の法案作成
この法令の作成には、勘定奉行の久世広民・久保田政邦・柳生久通・曲淵景漸・江戸南町奉行の山村良旺・北町奉行の初鹿野信興などの幕閣の他、町人達の下情に通じ町方の動きをよく心得る者として町年寄の樽屋与左衛門も参加した。そして、勘定所御用達からの出資金の後ろ盾を得て、寛政元年（1789年）正月ごろから約半年の月日をかけて作り上げられた。
発布前に幕府が札差の経営状態を調査してみると札差97件のうち完全に自己資金で経営しているものは7件に過ぎず、全体の七割強が他所から資金を調達して経営していたことがわかった。このまま借金の棒引きをすると、札差が多額の金銭的損害を被り経営困難に陥り、恨みを買って旗本への再融資を拒否してしまう。それでは却って融資の道を絶たれた旗本・御家人達が更なる貧窮に陥る事態の繰り返しになってしまうことを松平定信ら幕府方が危惧した。
そこで勘定奉行久世広民は、幕府の公金5万両の貸下げや、札差業の資金貸付機関となる猿屋町会所の設立を定信に提案した。猿屋町会所は江戸・京都・大坂の有力豪商らから資金を募って経営状態の良い有力な札差に会所を運営させて経営困難となった札差に年利一割の低利で貸し付けるというものであった。久世はこの案を、札差は他から資金を借りずに営業を存続でき、長年富豪の元に溜め込まれた金が世に流通することにより経済が活性化するだろうと評している。久世の提案に定信からも「もっともなる評議に存じ候」と賛同の意を受けている。ただし、公金に関しては5万両から3万両へと変更を指示している。会所の構想は、多少の修正を加えながらも実現の運びとなった。
町年寄の樽屋与左衛門がこの仕法改革案の検討に加わるようになったのは同年7月に入ってからである。
樽屋与左衛門は、旧債の処分について、債権を天明4年（1784年）以前と翌5年（1785年）正月以後とに分け、前者を相対済し、後者を年利6パーセントに引下げ、とするように提案している。天明4年末で、札差の債権を二分したのは、当時の公定利子が18パーセントであるから、6年目に利子が元金の額を越えることになり、それ以前の債権はすでに元金分は回収したものと見なし得るからである。
また、この札差仕法改革が札差の旗本金融だけを対象とし、他の一般金融には適用しないことを町触で徹底させ、市中のパニックを最小限に抑えること、以後の貸金年利率を12パーセントに引き下げることなど、与左衛門の献策はこの他にも詳細にわたり、そのほとんどが受け入れられている。最終的に発布内容としては以下の通りとなった。
- 天明4年以前の(6年以上前の)札差からの借金は、理由のいかんを問わず棄捐する
- 天明5年4月から寛政元年までの借金を、元金、利子ともに年利6%に下げ、年賦返済とする
- 寛政元年以後の利子は、年利12%に引き下げる
- 大多数を占める零細の札差のため、新規融資をしない金主への対策として、幕府出資で貸付会所を新設する
- 札差が金主から借りていた金について、札差の踏倒しを認め、金主が奉行所に訴えても5年以前のものは受理しない
- 旗本・御家人への貸付けは今迄通りに実行すること[1]

さらに、この時期が最も影響が少なくて済むとして、棄捐令の実施時期は9月の冬服の取替が終わった後となった。発布はそれより20日ほど前の9月10日ごろにすべきだと提案した。発布の日取りは与左衛門の提案通り、9月10日から12日ごろと内定したが、実際には最後の申渡書の加筆訂正で若干遅れることになった。

### 棄捐令の発布
札差一同と蔵前の町役人が、北町奉行所に召出され、勘定奉行の久世広民の立合いのもとに、山村信濃守および初鹿野河内守から申渡しを受けたのは寛政元年9月16日のことであった。
序文では、札差達が旗本・御家人達が借金によって難渋しているにもかかわらず、利下げもせず利息を取り立て続けて利潤を得ていることや、奢侈に耽り、贅を極めて風俗を乱し、武家に対して無礼な振る舞いが多いことを咎めていた。そして、この度の改正では、利子を引下げ、これまでの貸金の取扱いを改正し、会所を建てて町年寄の樽屋与左衛門に引き請けさせ、幕府からの無利息の御下げ金が出されるといったことが書かれていた。
町奉行所での申渡しの後、樽屋与左衛門の役宅で、札差一同に改めて申渡しがなされた。ここでは、今後の新規の金融における利子の計算方法や、会所に関する詳しい説明がなされている。
この他に、旗本・御家人の知行高に比べて不相応な高額借金の申出を拒絶すべきであり、蔵米支給などの折に酒食の饗応などは一切無用とすること。蔵米の受け取り・運搬・売却といった札差本来の稼業で得られる手数料はこれまで通りであることなど、様々な取り決めが通達された。なお、各札差は、顧客である武士の身分（役職）・知行高・姓名を残らず書上げ提出するようにという申渡しもあったが、これは旗本たち武士の名誉にも関わるとして願い下げとなった。
また、借りたのが天明4年（1784年）以前だが証文の書替によって5ヶ年以内、つまり天明5年（1785年）以後となっている借金や、5ヶ年以内のものでも家督相続により親の借金を書替えた場合も債権破棄と決められた。

### 棄捐令の発布後
棄捐令から七日後の9月23日、札差28名による嘆願書が提出された。嘆願書には、自分達は零細の営業であり今まで他所から資金を借りて営業してきたが今回の棄損に利安とあっては営業が立ちがたく、もう金は貸せないというのだ。幕府は即対応し、翌日、札差の代表に2万両を下賜し、うち1万両は10年間返さなくてよく、残り1万両は会所での貸出資金とせよと命じた。なお、公儀から札差に2,3万両程融資することは、もとより計画段階から予定されていた。これを受けて札差も嘆願書を引っ込めている。
だが結局、札差の貸し渋りが始まった。棄捐令が発布された当初は、札差から借金をしていた旗本・御家人や徳川御三家・御三卿付きの武士は大いに喜び、松平定信への感謝で湧きかえっていたと水野為長の日記に記されている。しかし、さらなる借金が出来なくなったことで再び生活に困り始めた旗本・御家人たちの不満が、年末が近づき物入りが多くなってくるにしたがって増大し、それに伴い棄捐令に対する不平が募ってきた。中には、追剥や盗人になる下級の御家人まで現れた。
旗本・御家人に対する追加貸付は行われなくなり、人心を不安に陥れるなど多くの弊害をもたらした。札差の一斉締め貸しは申合わせたように続き、中にはほとんど閉店同様の店もあった。定信は久世に宛てて「今までは暮れに20両ほど借り返せていたのに、今年はやっと4，5両、同心などはわずか1両というありさまで、これでは貧乏なものは年が越せず、御仁恵が無駄になってしまう。札差の自己資金が足りなければ会所から借りさせよ。」と送り、年内に解決するよう急かしている。奉行と札差との間の交渉は最終的には棄捐令発布当初、年利12%のうちの2％だった札差の取り分を6％と上乗せすることで札差は矛を収めた。これは公儀からの金を右から左に武家に仲介するだけで利息の半分を得ることができ札差としても利が多かった。年越し前の12月26日という瀬戸際の妥結によって、当初の予定から三ヵ月遅れたが会所の資金が札差経由で武家に渡るようになり年越しができないと危惧された大規模な貸し渋りの事態は回避された。
その後も札差への経済支援は続き、翌年7月には「四分通御下げ金」と名付けられた武家に貸した額の4割を会所から低利で貸し出す措置が決まった。この時、会所の基金は前年10月に元手3万3000両だったものが、札差たちに貸し付けた分だけで5万5000両余と順調に膨らんでいた。以後、武家への貸し渋りは起きていない。

### 富の再分配
通説では棄捐令は借金棒引きは研究史上、困窮した武家を救済するための苦し紛れの方策と位置付けられてきた。しかし、歴史学者の山室恭子は幕府も武家も商人にも利を与える政策だったと述べている。47年後の天保の無利子年賦返済令の際の当時の勘定奉行の発言に「延享3年から寛政9年までは52ヵ年、寛政9年から今年までは47ヵ年になります。およそ50年に一度、借金を破棄する措置を実施しないと、かえって世上の金銀が流通しない原因となってしまうと存じます」とある。つまり棄捐令などの借金破棄令は一時しのぎの場当たりな政策ではなく、50年周期の商人への一括の課税と認識されており、長期的な経済サイクルの中に位置づけられてきたと考えられる。江戸の借金棒引きは富の再分配システムの一環として有効に当時の武家も商人もその有効性を認識して整然と公儀の指示に従っていた。

## 天保の無利子年賦返済令
天保14年（1843年）の時にも、「無利子年賦返済令」の名目で天保の改革の一環として発令されている（なお、この時点で、改革を主導していた水野忠邦は失脚し老中の地位にはいなかった）。
同年12月14日、札差に対して出された無利子年賦返済令は、札差が旗本・御家人に貸出した未返済の債権は全て無利子にし、元金の返済は原則として20年賦、ただし知行高に比して借財の多い者へは、さらに軽減した償還の措置をとる、というものである。
ただし、これと引き換えに幕府が札差に貸し付けていた御下げ金も無利息とした。
なお、この棄捐令を根拠として、明治新政府は廃藩置県時にこれ以前の諸藩の債務を全て無効とした。

### 発布時の状況
寛政の改革の後、札差は一時勢いが衰えたものの、年を経るごとに旗本・御家人の借金は再び増加し、文化・文政の時代（1804-1829年）には再び繁昌し、旗本・御家人の生活は窮乏に陥った。
このため、無利子年賦返済令が出される前にも、天保13年（1842年）8月3日、猿屋町会所から旗本・御家人に貸付けていた金を棄捐し、翌年6月1日には旗本・御家人に対する御貸付金、拝借金などの公金の棄捐も行っていた。

### 無利子年賦返済令の発布後
この法令の発布後に、当時の札差91軒のうち、半数以上にあたる49軒が店を閉じてしまい、返済金だけを受取り、金は貸さないという立場に変わってしまった。
これに対し、幕府は札差に2万両の資金貸下げをして（6ヶ年賦、年利5パーセント）、当時の有力な札差4人に仲間内に融資を図るよう諭した。さらに、勘定所御用達・町方御用達の15人の商人に対して、新規に札差を開業せよと命じた。
しかし、業務が複雑である、開店のための適当な敷地が無いなどと理由をつけ、金1万両を札差助成料に差出すだけで、15人のうち10人がこの申渡しを辞退してしまった。
なお、閉店を宣言した49軒の札差のうち38軒は、幕府・御用達それぞれの出資や有力な同業者の助成などもあり、再開店に踏み切った。

## 文久の札差仕法改革
文久2年（1862年）冬、天保の無利子年賦令から20年が経ったころに、幕府は3度目の札差仕法改革を行った。
天保の無利子年賦返済令の発令以後も増大し続けてきた未償還の債務を、年利10パーセントから7パーセントに下げ、返済は金額に応じて10年・20年と長期年賦にするという内容である。これを、安利・年賦済み仕法（やすりねんぷずみしほう）と呼ぶ。
この法令が発布された時、札差はさほど目立った動きをしていない。前2回の棄捐令ほど厳しい内容でないことと、この法令を適用した場合、主な債務者である旗本・御家人の負担はかえって増加する場合もあったからである。